# Condado de Lumpkin
El condado de Lumpkin (en inglés: Lumpkin County), fundado en 1832, es uno de 159 condados del estado estadounidense de Georgia. En el año 2007, el condado tenía una población de 21 016 habitantes y una densidad poblacional de 29 personas por km². La sede del condado es Dahlonega. El condado recibe su nombre en honor al Gobernador de Georgia Wilson Lumpkin.

## Geografía
Según la Oficina del Censo, el condado tiene un área total de 737 km² (284,6 mi²), de la cual 735 km² (283,8 mi²) es tierra y 1 km² (0,4 mi²) (0.14%) es agua.

### Condados adyacentes
- Condado de Union (norte)
- Condado de White (este)
- Condado de Hall (sureste)
- Condado de Dawson (oeste)
- Condado de Fannin (noroeste)

## Demografía
Según el censo de 2000, los ingresos medios por hogar en el condado eran de $39 167, y los ingresos medios por familia eran $46 368. Los hombres tenían unos ingresos medios de $31 289 frente a los $23 955 para las mujeres. La renta per cápita para el condado era de $18 062. Alrededor del 13.20% de la población estaban por debajo del umbral de pobreza.

## Transporte

### Principales carreteras
- U.S. Route 19
- U.S. Route 129
- Ruta Estatal de Georgia 9
- Ruta Estatal de Georgia 52
- Ruta Estatal de Georgia 60
- Ruta Estatal de Georgia 115
- Ruta Estatal de Georgia 400

## Localidades
- Dahlonega
- Auraria